# Ровередо (Граубюнден)
Ровередо (нем. Roveredo) — коммуна в Швейцарии, в кантоне Граубюнден. Входит в состав округа Моэза. Официальный код — 3834.

## География
Площадь коммуны составляет 38,79 км². 8,6 % территории занимают сельскохозяйственные угодья; 75 % — леса; 3,1 % — населённые пункты и дороги и оставшиеся 13,4 % — не используются (горы, ледники, реки). Расположена на правом берегу реки Моэза.

## Население
По данным на 31 декабря 2012 года население коммуны составляет 2489 человек. По данным на 2008 год 16,8 % населения составляли иностранные граждане. По данным на 2000 год, 93,0 % населения коммуны назвали родным языком итальянский; 3,2 % — немецкий и 0,7 % — французский.
Гендерный состав по данным на 2000 год: 49,8 % — мужчины и 50,2 % — женщины. Возрастной состав населения: 10,1 % — младше 9 лет; 4,8 % — от 10 до 14 лет; 4,2 % — от 15 до 19 лет; 12,0 % — от 20 до 29 лет; 16,7 % — от 30 до 39 лет; 13,8 % — от 40 до 49 лет; 14,2 % — от 50 до 59 лет; 11,5 % — от 60 до 69 лет; 7,1 % — от 70 до 79 лет; 4,0 % — от 80 до 89 лет и 1,6 % — старше 90 лет.
Динамика численности населения коммуны по годам:
| 1880 | 1900 | 1950 | 1960 | 1970 | 1980 | 1990 | 2000 |
| ---- | ---- | ---- | ---- | ---- | ---- | ---- | ---- |
| 1021 | 1136 | 1846 | 1878 | 2037 | 1997 | 2010 | 2108 |

## Галерея

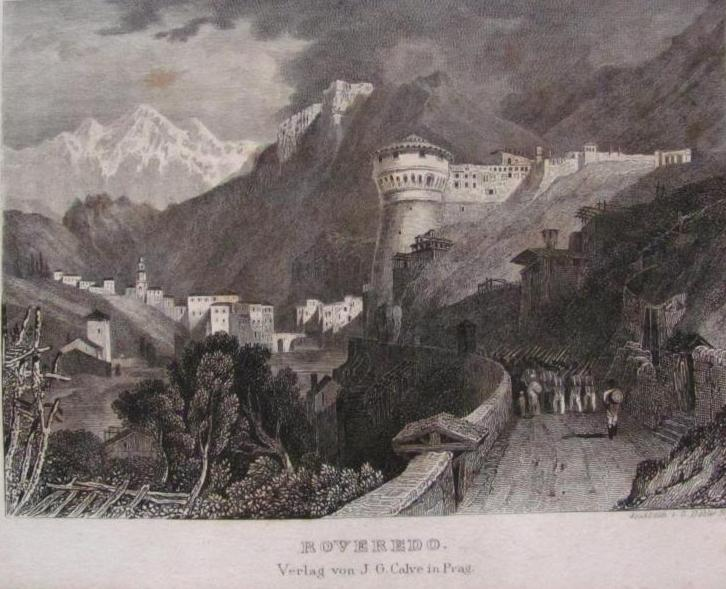
«Ровередо» на гравюре XIX века
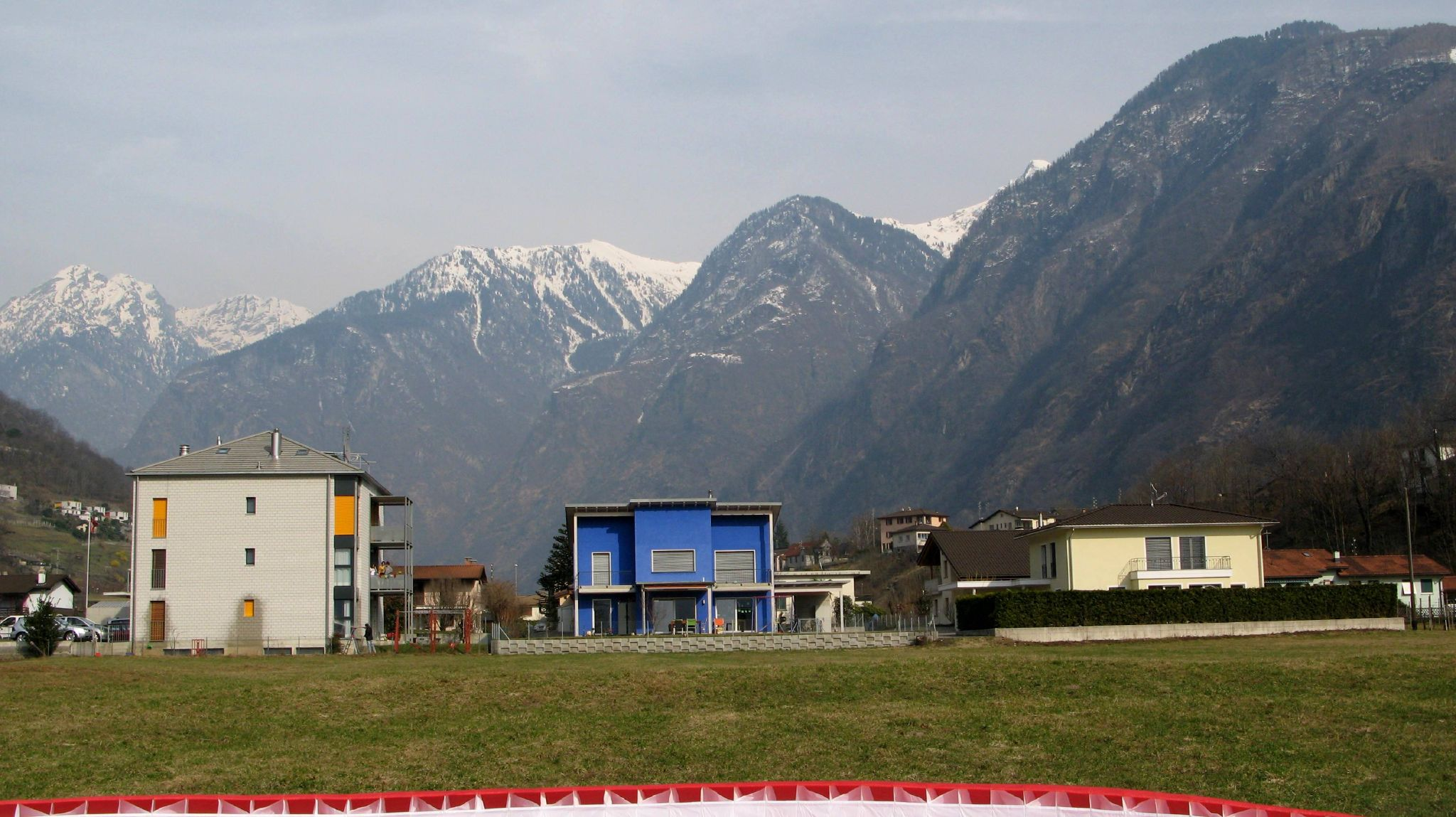
Дома в Ровередо